# Allée couverte du Bois du Rocher

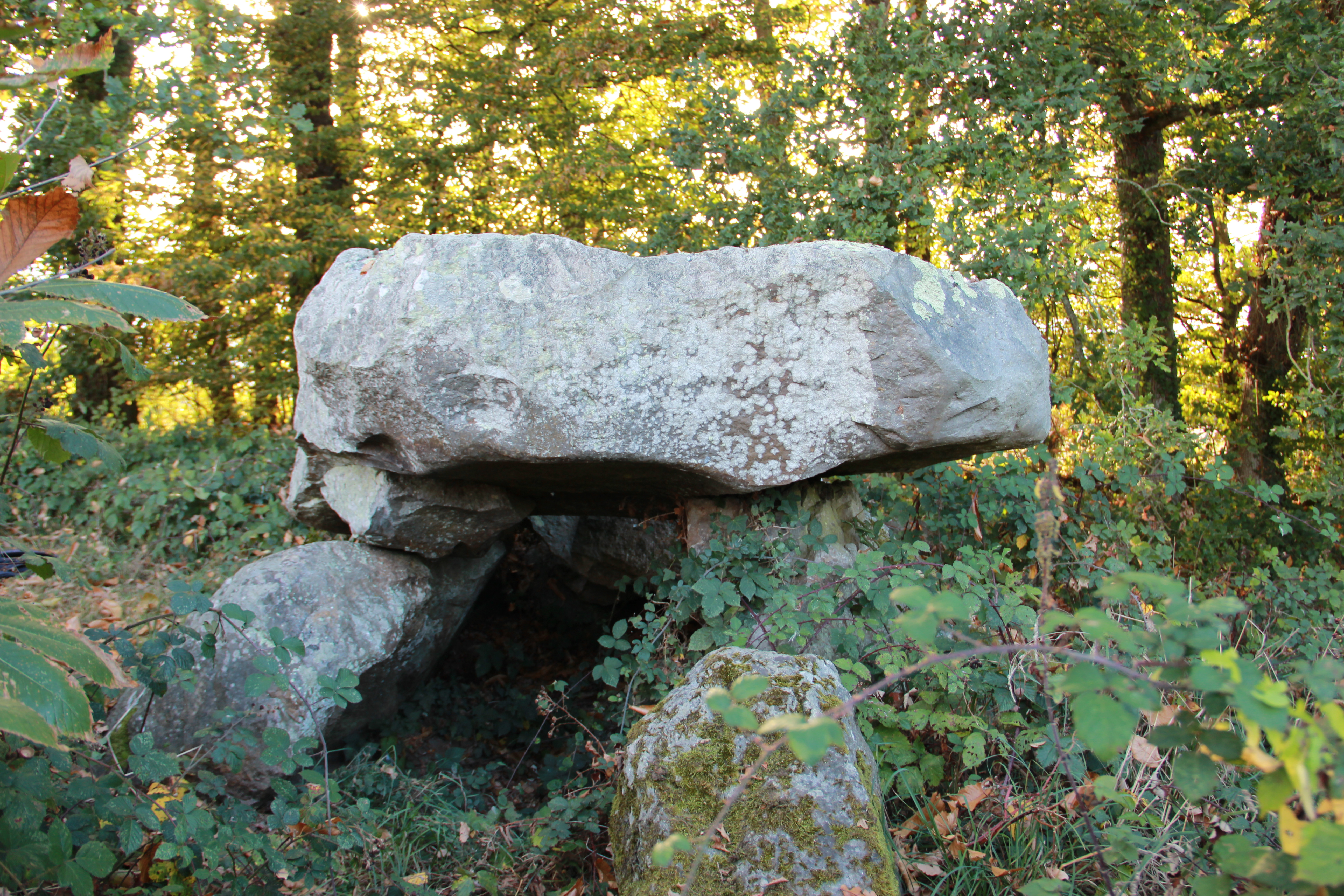
Allée couverte du Bois du Rocher

Schema Galeriegrab -

Die Allée couverte du Bois du Rocher (auch Allée couverte de la Ganterie genannt) ist ein Galeriegrab auf einem Hügel östlich des Weilers La Ganterie, zwischen Saint-Hélen und La Vicomté-sur-Rance, neben der Straße D 795 von Dinan nach Dol-de-Bretagne, im äußersten Osten des Département Côtes-d’Armor in der Bretagne in Frankreich. 

## Beschreibung
Das Ost-West orientierte Galeriegrab ist über 11,5 m lang und etwa 1,2 m breit. Es hat zwei erhaltene Decksteine, einer in situ (Länge 2,65 m, Breite 1,4 m; Dicke 0,55 m). Das Denkmal wurde 1873 von M. de Boïshue ausgegraben, der dort eine geschliffene Axt aus Diorit, Quarzwerkzeuge und Keramikscherben fand. Es gibt einen Plan von Augustus Pitt Rivers (1828–1900) aus dem Jahre 1878.